# WCT Challenge Cup 1977
Il WCT Challenge Cup 1977 è stato un torneo di tennis giocato sul sintetico indoor. È stata la 2ª edizione del WCT Challenge Cup, che fa parte del World Championship Tennis 1977. Il torneo si è giocato a Las Vegas negli USA, dal 25 aprile al 1 maggio 1977.

## Campioni

### Singolare maschile
Ilie Năstase ha battuto in finale  Jimmy Connors con il punteggio di 3–6, 7–6, 6–4, 7–5